# 广业郡
广业郡，中国南北朝时设置的郡。
南朝梁置广业郡，治所在高邮县（今江苏省高邮市），辖境相当今江苏省高邮市等地，后改名神农郡。
北魏正始年间置广业郡，治所在白石县（今甘肃成县），西魏恭帝元年（554年）改同谷县。下辖白石县、栗亭县，属南岐州，辖境约当今甘肃省康县、成县一带。北魏又在东益州设置广业郡，安置南岐州氐族流民，下辖广业县、广化县。西魏、北周沿置，属康州，下辖同谷县、广长县。隋文帝开皇三年（583年）废广业郡。所辖同谷县、广长县归属康州。